# Armactica ocellata
Armactica ocellata är en fjärilsart som beskrevs av Lucas 1894. Armactica ocellata ingår i släktet Armactica och familjen trågspinnare. Inga underarter finns listade i Catalogue of Life.